# پینو سول اسپوندا دی لاگو مجوره
پینو سول اسپوندا دی لاگو مجوره (به ایتالیایی: Pino sulla Sponda del Lago Maggiore) یک کومونه در استان وارزه ایتالیا است که در ناحیه لمباردی واقع شده‌است.

## خصوصیات
پینو سول اسپوندا دی لاگو مجوره ۷٫۱ کیلومتر مربع مساحت و ۲۵۱ نفر جمعیت دارد و ۲۸۹ متر بالاتر از سطح دریا واقع شده‌است.